# Gunroar
 (octobre 2019).
Si vous disposez d'ouvrages ou d'articles de référence ou si vous connaissez des sites web de qualité traitant du thème abordé ici, merci de compléter l'article en donnant les références utiles à sa vérifiabilité et en les liant à la section « Notes et références ».

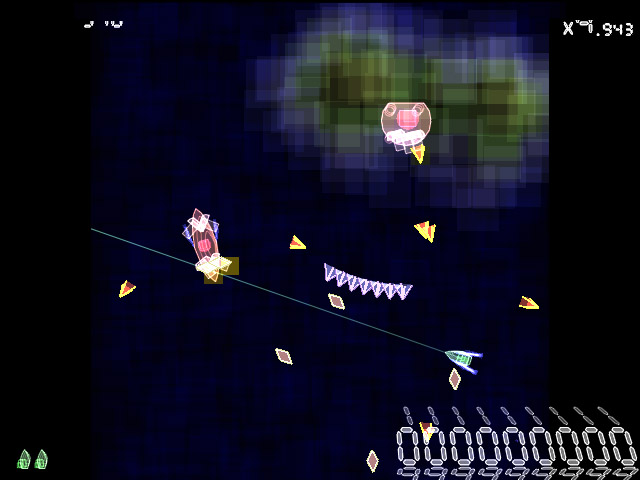
Capture d'écran

Gunroar est un jeu libre de shoot'em up développé par ABA Games.
On y incarne un bateau (voire deux) et on se déplace dans un niveau aléatoire infini (constitué d'îles, de tourelles ennemies et de bateaux ennemis. Chaque ennemi tué rapporte des points en fonction du temps mis à le détruire et de sa grosseur.
Il possède trois modes de jeu :
- un mode où les touches fléchées servent à tourner ou faire avancer le bateau, et l'on tire dans la direction « pointée » par l'avant du bateau ;
- un mode où l'on peut tirer dans les huit directions indépendamment de l'orientation du bateau ;
- un mode où l'on déplace deux bateaux qui tirent sans cesse vers l'avant, un troisième canon tire le long de la médiatrice au segment formé par les deux bateaux.
- et un mode où l'on déplace le bateau avec les flèches, et on vise et tire avec la souris.